# 伊祁姓
伊祁氏出自炎帝神农氏（魁隗氏、连山氏）的姜姓，黄帝则出自姬姓。伊长孺是最早记载的「伊祁氏」，为帝尧之母陈丰氏侍臣，封伊祁（耆）侯。帝尧为帝喾之子，因此，为姬姓而非目前误传的祁（耆）姓。。汉代《帝尧碑》（176年）说帝尧为炎帝之后，误导后世。

## 名人
- 堯
- 丹朱，堯的兒子。
- 娥皇，堯的女兒，嫁給舜。
- 女英，堯的女兒，嫁給舜。